# Лук-шалот
Лук-шалот, или лук аскалонский (лат. Allium ascalonicum) — многолетнее травянистое растение, вид рода Лук (Allium) семейства Луковые (Alliaceae).
Лук-шалот — травянистый многолетник, относящийся к роду Лука семейства Амариллисовых. Он является разновидностью репчатого лука, известной в России как кущевка, семейный лук или сорокозубка.
В пищу употребляют и молодые листья (тонкие, округлые), которые срезают несколько раз за вегетацию. Окрас от светлого до тёмно-зелёного цвета, со слабым восковым налётом. Также съедобны маленькие луковички своеобразного вкуса.
Разновидности, согласно словарю Брокгауза и Ефрона:
- датский,
- русский или джерсейский (даёт семена),
- картофельный.

Происхождение — Малая Азия, о чём упоминается в летописях. Распространён в Западной Европе, Закавказье, Молдавии, на Северном Кавказе, Украине.

## Использование

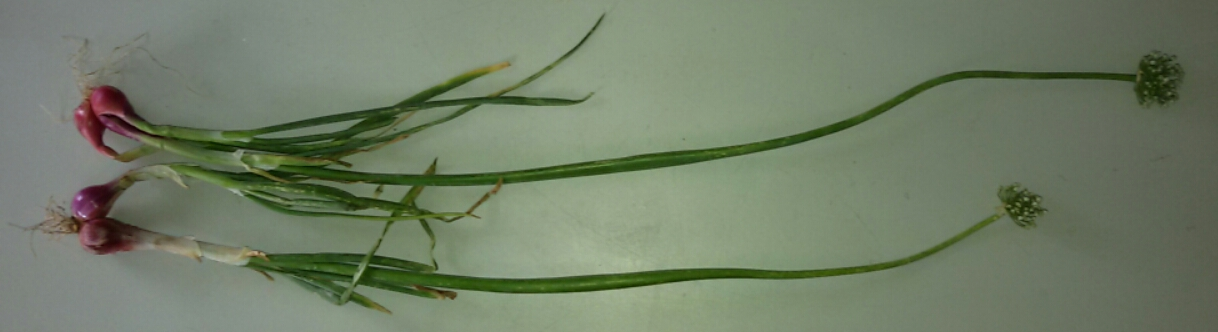
Лук-шалот

Существует множество сортов многолетнего лука-шалота. Они отличаются цветом сухих и сочных слоёв, морозостойкостью, вкусом и некоторыми другими характеристиками. Их делят на группы по срокам созревания. У ранних сортов перо готово к сбору уже через 18—22 дня после появления первых всходов. Луковичный урожай собирают 65—70 дней после посадки.
В Российский Государственный реестр селекционных достижений, допущенных к использованию в 2021 году, включено 65 сортов лука-шалота, из них 2 новых и 18 охраняемых.

## Мировое производство

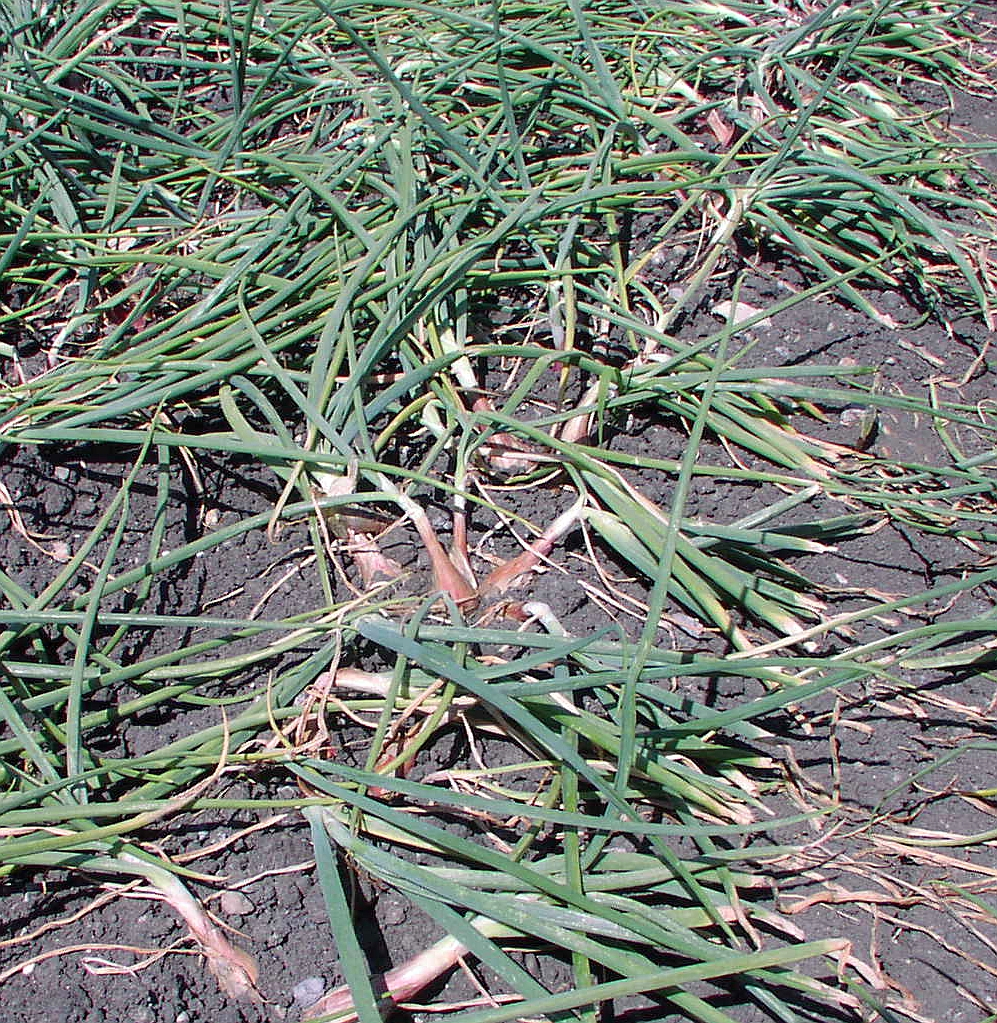
Лук-шалот

| Китай            | 820 | 868 | 871 |
| Мали             | 295 | 512 | 696 |
| Япония           | 544 | 518 | 528 |
| Республика Корея | 356 | 485 | 406 |
| Тунис            | 213 | 268 | 292 |
| Новая Зеландия   | 242 | 270 | 256 |
| Нигерия          | 240 | 244 | 245 |
| Таиланд          | 220 | 160 | 177 |
| Турция           | 151 | 139 | 129 |
| Эквадор          | 90  | 98  | 98  |
| Мексика          | 99  | 97  | 96  |
| КНДР             | 90  | 89  | 87  |
| Тайвань          | 97  | 111 | 64  |
| Ливия            | 55  | 56  | 58  |
| Сирия            | 44  | 38  | 41  |
| Венесуэла        | 38  | 66  | 34  |
| Украина          | 36  | 28  | 32  |

## Размножение
Размножается семенами и луковицами. Сеять (сажать) лук-шалот можно как осенью, так и весной. Созревание через 2—3 недели.